# 公元系列
公元系列（Earth series）是一套主要由TopWare Interactive和Reality Pump公司開發並發行的系列遊戲。

## 故事
整套遊戲系列的開始可以追溯至21世紀初的經濟崩盤，從而導致的國際緊張氣氛。那時，一個名叫月球企業（Lunar Corporation, LC）的太空企業在 2012 年至 2014 年的危機中，取代NASA並繼承了它的科技。月球企業看準了世界混亂的情勢，在地球上空興建了軌道都市一號（Orbital City 1），供給那些有錢人移民上去，避開地球上的混亂。在2048年，美俄兩國挑起了第三次世界大戰，全面的戰亂席捲了整個星球，給全人類帶來幾乎致命的打擊。而月球企業，以及軌道都市的人民們，從此徹底的切斷了與地球的連繫，在地球軌道和月球上的殖民地形成完全獨立的社會。
儘管戰爭是那麼的慘烈，但在戰爭結束以後，地球還是漸漸恢復了生機。不過在政治版圖上和以前有所不同：在北美大陸，十二個原本屬於美國的州重新獨立，並組成了一個名叫聯合文明合眾國（United Civilized States, UCS）的國家，在之後征服了整個美洲；而在亞洲，一群蒙古可汗在俄國軍人的協助下建立了一個鐵腕統治的國家：歐亞帝國（Eurasian Dynasty, ED），控制了歐亞地區。這兩個國家取代了以往的強權，再度統治了地球上一切適於人居的土地，並尋找機會消滅對方。
到了2140年代，由於UCS決策電腦的一些錯誤，導致它派兵攻擊了ED，而這正好給了ED一個全面戰爭的藉口，發動大軍進行戰爭。ED在戰事的初期的確獲得了許多勝利，甚至曾經進攻屬於UCS的墨西哥地區。然而在後來UCS的反攻中，ED遭到了全面的挫敗，一路被趕回它本土的歐洲。面對自己全面的戰爭失利，ED的領導人作了一個決策：直接使用核武器攻擊UCS的部隊，而這的確得到了它的效果，UCS在北極圈的部隊被全面消滅，卻也造成了地球的軌道偏移，向太陽方向縮短了17%，地球表面將不只變得完全乾燥，地表在重力影響下也將剝離，屆時所有生物都將死亡。
兩國不久就發現了這個結果的嚴重性，並知道下一場戰爭很快就必須開始，為的是搶奪地球上所剩無幾的資源，建造撤退船隊，離開這顆注定毀滅的星球。而LC在這時介入了戰事，讓原本就不足的資源在此時更顯稀少。三方爭奪的結果，終於在地球毀滅之前，各自建造出各個陣營的撤退艦隊，讓少數人得以逃離。最後總共只有幾千人搭上了撤退船，並逃往火星或者太陽系其他星球的衛星。
在地球2160中，戰場轉換到了太陽系的各個角落，不變的是各國間的戰爭。ED和LC在火星上爭奪領導權，而UCS則神秘的消失了，只留下一些太陽系內的基地哨站。而ED在對一些不屬於人類的人工遺跡的研究中，喚醒了沉睡的異種（Alien），單純為了作戰而誕生的生命。同時，一個關於天堂的傳聞在太陽系內蔓延開來，也就是失落的伊甸園。

## 國家與陣營
在一開始的公元2140僅有兩個陣營：UCS與ED，而在公元2150時加入LC，異種則是最後才在2160加入的。

### 聯合文明合眾國

#### 歷史與發展
在第三次世界大戰以後，全球陷入了一種無政府的狀態，而聯合文明合眾國（United Civilized States, UCS）就是在這種情況下，由美國的十二州聯合組成的。在當時，人民對原本腐敗無能的政府失去了信心，於是，在理查‧包溫（Richard Bowan）的領導下，政府的組織方式被全面的改革。他的論點是「絕對的權力帶來絕對的腐化」，所以「最好的政府就是不存在的政府」。帶來的影響是以一種激進的方式選出行政人員：以電腦系統抽籤，就類似於古雅典的民主政治，並且官員們的任期不長，以防他們為自己建立起保護網。但是這個作法同樣帶來了問題：一群隨機選出的民眾缺乏了行政所需的經驗。在古雅典，解決的方案是在行政團隊背後設立一個老練的顧問團隊；而在UCS，他們建造了大量的電腦系統，訓練並輔助行政人員。然而日子一久，人民開始越來越依賴日新月異的電腦系統。最後，所有電腦顧問的「建議」都被毫無疑問的採納，電腦於是在實質上統治了國家。事實十分明顯，電腦已經不需要人類了。除了少數菁英，UCS的公民變得相當懶惰。電腦取代了所有的人類工作，連家中的雜務都交給機器人，工廠完全的自動化，人們唯一需要做的事只有享受。
到了2134年，情況有了些改變。新任的國防部長強納森‧史旺（Jonathan Swamp）是個老練的電腦工程師，他命令UCS的科學家們建造尼歐（NEO）和格蘭（GOLAN），格蘭負責指揮軍隊系統，而尼歐則掌管政治。而史旺在一次格蘭系統的升級中，修改了它的程式結構，使史旺有權限得以進行全球戰爭的實況模擬，但是他的修改卻使格蘭系統出了一些差錯。在往後的幾年，格蘭從史旺那裏收到了一些不太正確的資訊，導致格蘭低估了ED的戰力，並派遣軍隊攻擊了不列顛群島。
在戰爭的頭幾年，ED獲得大部分的勝利，甚至曾經佔據部分的墨西哥地區。格蘭隨即意識到自己的錯誤，並對戰況做了一些策略調整。戰事很快就被逆轉過來，ED被逐出美洲，歐洲地區的戰況也節節失利。在2148年以前，ED的部隊就開始全面的潰敗，當這些敗兵從北極圈撤回西伯利亞的同時，ED發射大量的核武器消滅了緊追在後的UCS部隊。然而此舉卻改變了地球軌道。
2150年一月，UCS的科學家們發現地球軌道的不正常，格蘭卻無法處理這些全新的資訊，導致系統全面當機。一個新政府很快又被選出以解決這個危機，而新政府的解決方案很單純：建造一艘大型撤退船撤離所有人。為此他們又建造了新的電腦系統──格蘭二 （GOLAN II），根據它的計算，以UCS現有的資源要建造夠大的撤退船是不可能的。所以UCS的部隊再度出擊了，目的是與ED以及後來出現在地球上的LC搶奪僅有的資源。
在地球完全毀滅以前，UCS建造了他們的撤退船鳳凰號（the Phoenix），但是在ED和LC抵達火星時，鳳凰號卻消失了，UCS在太陽系只剩下一些前哨站。
在《地球2160》中，鳳凰號被ED的麥可‧福克納（Michael Faulkner）少校和LC的艾莉亞（Ariah D.F. 745）上尉發現。原來鳳凰號的主電腦「上尉」（Captain，亦有艦長之意）讓它的乘員們陷入某種冬眠狀態，並等待著LC與ED的戰爭結束。該艦在稍後的劇情中被兩人用於尋找傳聞的「伊甸星」。

#### 特色
- UCS是個極度先進的國家，不僅在生活中大量運用電腦和機器人科技，連軍隊也幾乎全由機器人組成。在遊戲裡，這代表的是他們不受任何心靈武器影響，但是電磁波武器或ED的離子砲，卻能摧毀機器人的電腦系統，進而俘虜這些機器人。

- 在2074年，物理學家馬克‧史賓格（Mark Springer）執政期間，曾經組織探索隊深入被戰火摧毀的地區，包含了51區，並發掘出一些外星人的太空船殘骸。然而一直到2140年的戰爭，科學家們才真正從那些殘骸上開發出新的科技：電漿武器和反重力引擎。電漿砲除了運用為部隊的大砲以外，也有一種大型電漿砲作為UCS的超級武器，可以射擊到敵人的基地裡。電漿砲也是UCS主要的能量武器。反重力引擎則被大量用在飛行器上。

- UCS另一項特別的科技是陰影產生器（Shadow Generator），可以在某種程度上使自己的部隊隱藏起來不被發現。

- UCS使用核融合發電廠作為他們的建築動力源，而電力的輸導並不是透過傳統的電線，而是能源傳導器（Energy Transmitter）。可以在沒有電線的情況下把電送往一定範圍內的建築。

- 傳送器（Teleport）也是UCS的重要科技之一，可以進行長距離的物質傳送，除了傳送部隊以外也用於傳送炸彈。

### 歐亞帝國

#### 歷史與發展
歐亞帝國（Eurosian Dynasty, ED）的成立同樣在第三次世界大戰以後。俄國伊爾庫斯科三號（Irkutsk III）基地的指揮官賽爾吉‧蘇吉（Siergiej Zugij）在2050年春季帶領他的部下向南方的蒙古地帶移動，離開了被輻射汙染殆盡的俄國。而蘇吉在蒙古遇見了一群游牧的可汗部族。他不久就透過他手上的武力，協助該部族的族長打敗鄰近的部落。蘇吉最終成為他們的領導人，並取了一個蒙古式的名字：亞哥席可汗（Yaga Zi Khan），征服亞洲大部分尚能居住的地區，而其子征服了歐洲。在21世紀結束以前，這個蒙古和俄羅斯混血的帝國以一個雄偉的名字問世：歐亞帝國。
ED以絕對獨裁的手段統治它的人民，任何對政府的意見都被視為叛國的主張。ED透過前俄國的軍事基地充實自己的實力，在歐洲和UCS分庭抗禮。在2132年，性急而狡猾的泰奧席斯可汗（Tiao Thi Zhe Khan）掌權，他的野心是消滅敵對的UCS。在泰奧的指示下，ED的科學家們研發出了先進的生化人和複製人技術，把人民當成實驗體，以此建立了他的生化人軍隊。
在2140年，出乎泰奧意料之外的事情發生了：不列顛群島受到了UCS的攻擊。暴怒的他當然不會放過這個消滅對手的機會，於是兩國之間便陷入了全面戰爭。但事情並不像泰奧料想得那麼順利，ED試圖掌控墨西哥的計畫失敗了，而UCS的部隊在斯堪地那維亞、大不列顛、法國和伊比利半島地區反攻。在這個危機的時刻，泰奧的表親卡塔梅席可汗（Kata Mae Zhe Khan）在暗地裡鼓吹人民叛變，並承諾那些革命者一個新的社會主義政府。2146年，卡塔成功的奪權，並把原來的生化人中心拆得一乾二淨，由烏拉爾山脈的庫爾恰托夫研究中心（Kurchatov Research Center）所取代。然而卡塔並沒有給ED的人民他們想要的民主，整個ED可以說完全沒有改變，包括前線的戰況，ED仍然兵敗如山。在2148年，一次鋌而走險的撤退中，ED動用了核彈攻擊UCS在北極圈的部隊，卻令地球的軌道發生變異。這個現象在2150年初被發現，卡塔於是決定建造撤退船隊，逃離地球。但是ED的情況和UCS一樣，沒有足夠的資源做到這件事。雪上加霜的是在那年末，新的敵人：月球企業卻出現了，為接下來的戰爭投下變數。
經過艱苦的戰爭，一支撤退艦隊總算是被製造出來了。不過ED的人民們大多被遺棄在地球上，在地球接近太陽的過程中全數死亡；而領導階層搭上了他們的撤退船，並成功的抵達火星。那時ED才突然驚覺LC已經在火星建立了殖民地，新的戰爭於是在太陽系內重新點燃。ED起先在艾奧星和太陽系其他小行星和衛星上發展，爾後也對火星發動了幾次成功的攻擊。

#### 特色
在2140和2150的時候，ED的科技總體而言不如UCS和LC先進。但是在2160時，ED的科技水平已經足夠它和LC對立。
- ED的陸軍在2140和2150的時候主要是直升機和坦克部隊，這可能是因為他們直接繼承了前俄國的科技。不過在2160的時候，他們已經開發出先進的飛行器。
- ED的主要武器一直是火炮、火箭、飛彈等傳統武器，但是後來他們開發出雷射和離子砲（ion cannon），前者具有強大的殺傷力，後者可以射出一團負離子化氣體，在擊中目標時放電，進而癱瘓載具的電子系統。不過即使是那些傳統武器，隨著戰爭的進行還是做了許多改進，例如把傳統的火砲改為重力加速砲。
- ED大部分的步兵是生化人，經過基因改造還有置換機械器官，比起常人有更好的戰鬥力。
- ED的主要使用各種傳統或核子彈頭的彈道飛彈作為超級武器。

### 月球企業

#### 歷史與發展
月球企業（Lunar Corporation, LC）（或譯太陰企業）在2002年由約翰‧費雪（John Fisher）所創立，並在數年內超越了NASA的成就。LC從2025開始興建軌道城市，並在2034年正式啟動軌道城市一號（Orbital City 1）。但是在當時並沒有引起很多人的關注，人們最在意的是惡化中的全球經濟和政治緊張。而人們為此開始尋找一個避難所，結果看上的就是軌道城市。因應越來越多的排隊人潮，LC開始著手建造軌道城市二號，並同時進行了更有野心的計畫：建立月球上的永久基地：月球一號（Luna 1）。在2040年，戰爭很明顯是無可避免的了，因此軌道城市二號的計畫被擱置，資源被全力投入在月球殖民地的興建。當2048年的全球戰爭開始時，LC也停止了一切和地球的往來，軌道城市的居民全面的遷往月球都市，建立了獨立於地球的社會，而年老的費雪被選為第一任的總統，並由一個十人的監視團監督。
可是事實沒有那麼美好：月球上的居民原本都是有錢的富翁，卻被迫在月球上付出自己的勞力。監視團想透過一連串新的條款強迫市民服從，得到的卻是反叛。費雪總統被除權、放逐，而後死去。繼任的是費雪的兒子，拿坦。此時政府才終於穩下來。而社會這時遵從的格言是「一個人成為居民的價值，乃是基於他對整個社會所帶來的益處。」所有的幼童在小學畢業以後都必須接受能力測驗，並以此為基準把他安放到最適合的地方訓練。畢竟在嚴苛的生存環境下，科技的發展將是非常重要的。
在2070年代末尾，哈庫拉教授開始主導火星耕地計畫。2085年，第一艘無人太空船被派往火星，進行探測任務，更多的探測船在2090年代出發。目的是在100個地球年以後，使火星完全的地球化，成為一個可住人的行星。接下來的50年內，這項任務不斷的進行著。火星的溫度開始逐漸提升，兩極的冰層被融化，釋出了足夠的水，讓一些生物可以在火星上滋長。
一切情況看起來相當完美有序，卻在2150年被完全打亂了。科學家們發現了地球上的不對勁，並知道這個孕育他們的星球很快就會毀滅。愛好和平的月球企業別無選擇，他們必須把科技力量投入到戰爭機械上，搶奪足夠的資源，然後逃到火星去。
LC同樣造出了他們的撤退船，並在ED以前就遷移到了火星。但是當ED的撤退船到來的時候，自稱是和平主義者的LC並沒有歡迎ED的到來。相反的，LC以手上的武力對ED發動攻擊。隨後他們更進行了許多生物和心靈武器的研究。

#### 特色
LC是個女權主義和和平主義者的社會，擁有極度發達的科技。LC原本並沒有發展任何軍事武器，當它剛加入戰爭的時候，一部分軍隊甚至是用民用車輛改造出來的。但他們靠著自己的科技優勢得以和其他國家抗衡。
- LC最具代表性的能量武器是電子砲（Electric Gun），可以發射出弧狀閃電，並連續攻擊多個敵人，具有相當驚人的殺傷力。這武器同時也對電子系統造成損害。

- 另一種能量武器是音波砲（Sonic Gun），發展自MSH 12音波錘，一種用來震碎岩石的採礦設備。音波砲可以產生強烈的微波，利用共振的效應摧毀敵方部隊。在遊戲裡可以一次攻擊範圍內所有敵軍，不過也有指向型的，可以攻擊指定的目標。

- LC的建築物直接從軌道中心空降，不過這些建築在完全落到地面上以前相當脆弱。

- 在2061年，一名科學家在月面探索中發現一連串的洞窟中，散發出大量的輻射。在更進一步研究下，他們發現了一個廢棄的外星人基地，一個特別小組馬上成立，由艾透米．哈庫拉教授領軍，並在洞穴附近建設一個臨時的研究室。這項研究持續了數年的時間，而研究室的規模也不斷擴大，直到它變成一個獨立的城市，也就是後來的月球二號。在這段期間，一艘外星人的太空船殘骸在月球的安比恩海被發現。經過六年後的研究後，反重力引擎正式問世，成為LC部隊的標準配備。所以LC無論大小部隊可以浮在空中前進。

- 在2070年，一種特別的水晶被LC的科學家們發現，他們運用這些水晶製成建築和部隊的裝甲外殼，可以為建築和船艦增加防禦力。

- 2098年，當研究另一個廢棄的外星人基地時，LC發現了一個磁力盾產生器。後來LC也成功的仿造出自己的產品，可以用來抵擋來自太陽的輻射線。在第一次入侵地球的時候，LC期望這些護盾能抵擋ED的雷射武器，卻失敗了，護盾在大氣中失效。LC的科學家後來發展了新的系統，可以在大氣下穩定運作。

- 在其他國家使用核融合發電的同時，LC發展了高效率的太陽能發電。

- 在公元2150中，LC的超級武器是天氣控制系統，可以產生晴天、括風、暴雪、暴雨等的天氣變化，其中直接對敵人造成傷害的是閃電風暴和流星雨，兩者都有強大而且無可避免的殺傷力。

### 異種

#### 歷史與發展
異種（Alien）是一個人造種族，完全為了戰爭才被一種被稱為造物者（the Builders）創造。但是出於某種原因，異種被監禁了，很久以前就在太陽系裡冬眠，在火星和其他星球的地下度過很長的時間裡。直到後來的大戰喚醒了他們。在地球2160的劇情中，異種是被ED的樊濁夫（Van Troff）教授挖掘出來的。凡濁夫改造自己成為一種半人半異種的生物，並統領了那些生物。不過樊濁夫後來被其他勢力的聯軍殺死。
創造異種的種族同時也創造了連通許多太陽系統的空間門，還有許多先進的建築設施，不過這個種族從來沒有在遊戲裡出現過。在地球2160的結局中，可以看見一個巨大的物體正試圖穿越空間門，為續作埋下伏筆。

#### 特色
異種是專門用於作戰才被某種外星人開發出來的生物武器，所以他們似乎沒有很高的自主性。
- 異種不需要蓋建築物，他們透過複製和進化兩個步驟來產生他們的軍隊（以及砲塔），不管是陸軍還是空軍都一樣。進化或複製中的異種相當脆弱。

- 異種幾乎所有的地面部隊都是使用化學性武器攻擊，他們對化學武器的抗性也非常強大。相對的在能量武器的攻擊下很脆弱。不過空軍對能量武器有相當的抵抗性。

- 異種的星際戰艦使用能量武器，擁有遠遠超越他國空軍的實力。一艘驅逐艦就能嚴重的打擊一支缺乏防空部隊掩護的陸軍，即便他們安裝了最好的能量裝甲也一樣，他們也能輕易消滅其他勢力的空中部隊。異種戰艦甚至可以攔截防空飛彈。

## 系列作品
- 公元2140
- 公元2150
  - 公元2150：月球計畫
  - 公元2150：失落的靈魂
- 地球2160

## 外部連結
- （英文）Inside Earth，主要的玩家社群網站。